# Tibarewal Suryansh
Suryansh Tibarewal est un homme politique et entrepreneur indien, cofondateur de EssentiallySports, un site web américain d'actualités sportives couvrant la NBA, la NFL, la MLB, la WNBA, le football NCAA, le basket-ball NCAA, la NASCAR, le golf et le tennis, entre autres.

## Jeunesse et études
Tibarewal a grandi en Inde et a obtenu un diplôme d'ingénierie à la Netaji Subhas Institute of Technology (NSIT), à Delhi.

## Carrière
Après ses études, Tibarewal s’est installé à Amsterdam, aux Pays-Bas, où il a travaillé chez Booking.com en tant que chef d’équipe, spécialisé dans le développement de nouveaux produits et la recherche. En 2014, il a cofondé EssentiallySports avec Harit Pathak et Jaskirat Arora. Il s’est ensuite consacré à plein temps à l’entreprise, dirigeant les efforts de monétisation et l’expansion stratégique vers le marché nord-américain.
En 2023, Tibarewal était conférencier invité au Brand Innovators Sports Marketing Summit, où il a parlé des stratégies de contenu destinées aux jeunes dans les médias sportifs.

## Activité politique
De 2017 à 2021, Tibarewal a été membre du Parlement indien. Il a été élu comme candidat indépendant dans une circonscription du Jharkhand. Au Parlement, il a travaillé sur des sujets liés à la jeunesse, à la technologie et aux médias numériques. Il a fait partie de la commission parlementaire permanente sur les technologies de l'information.
Tibarewal a soutenu les start-up et les petites entreprises, notamment dans les villes moyennes et petites. Il a également présenté un projet de loi pour créer un Fonds national pour l’alphabétisation numérique, destiné à permettre aux populations rurales d'accéder à l’éducation en ligne et aux compétences numériques. Il a quitté la politique en 2021 pour se consacrer à EssentiallySports et à d'autres projets d'affaires.